# Pastores Primer Barrio
Pastores Primer Barrio är en ort i kommunen Temascalcingo i delstaten Mexiko i Mexiko. Samhället hade 793 invånare vid folkräkningen 2020.